# Siva masa
Siva masa ili siva materija (lat. substantia grisea) glavna je komponenta centralnog nervnog sistema, koja se sastoji od tela neuronskih ćelija, neuropila (dendriti i demijelinizovani aksoni), glijalnih ćelija (astroglija i oligodendrocita) i kapilara. Siva materija se razlikuje od bele materije po tome što siva materija sadrži brojna ćelijska tela i relativno malo mijelinizovanih aksona, dok se bela materija sastoji uglavnom od dugačkih mijelinizovanih aksona i sadrži relativno vrlo malo ćelijskih tela. Razlika u boji nastaje uglavnom zbog beline mijelina. U živom tkivu siva materija zapravo ima veoma svetlo sivu boje sa žućkastim ili ružičastim tonom koje stvaraju krvne kapilare i tela neuronskih ćelija.
Siva materija sadrži većinu tela neuronskih ćelija mozga. Siva masa obuhvata regione mozga koji su uključeni u kontrolu mišića, senzornu percepciju kao što su vid i sluh, memorija, emocije, govor, odlučivanje, te samokontrola. Dok 20% ukupne telesne potrošnje količine kiseonika odlazi na mozak, 95% od toga troši se upravo u sivoj materiji.

## Distribucija
Siva materija se distribuira na površini hemisfera velikog mozga (cerebralni korteks) i malog mozga (cerebelarni korteks), kao i u dubinama mozga (talamus; hipotalamus, subtalamus, bazalni gangliji - putamen, globus pallidus, nucleus accumbens; septalne jezgre), cerebelarne jezgre (duboke cerebelarne jezgre - nucleus dentatus, nucleus globosus, nucleus emboliformis, nucleus fastigii), moždanog stabla (supstantia nigra, nucleus ruber, nucleus olivarius, jezgre kranijalnih nerava) i spinalne sive mase (prednji rog , lateralni rog , stražnji rog). Siva materija prolazi razvoj i rast kroz detinjstvo i adolescenciju.

## Istraživanja

### Zapremina i kognicija kod starijih ljudi
Pronađene su značajne pozitivne korelacije između zapremine sive materije kod starijih osoba te mera semantičkog i kratkoročnog pamćenja. Nije pronađena značajna korelacija s zapremine bele materije. Ovi rezultati ukazuju na to da se individualna varijabilnost specifičnih kognitivnih funkcija koje su relativno dobro očuvane u starosti može objasniti varijabilnošću zapremine sive materije kod zdravih starijih ispitanika.

### Povezanost zapremina s bipolarnim poremećajem
Neke strukturne razlike u sivoj materiji mogu biti povezane sa psihijatrijskim poremećajima. Nije pronađena razlika u zapremini sive materije celog mozga između ispitanika sa bipolarnim poremećajem tipa I i zdravih ispitanika. Ispitanici s bipolarnim poremećajem tipa I imali su manje zapremine levog donjeg parijetalnog lobula, desnog gornjeg temporalnog girusa, srednjeg desnog frontalnoga girusa, te levog caudatusa. Samo je zapremina desnog srednjeg frontalnoga girusa u korelaciji s trajanjem bolesti i brojem epizoda u pacijenata.

### Efekti pušenja
Stariji pušači gube sivu materiju i kognitivne funkcije u većoj meri nego nepušači. Hronični pušači koji prestanu pušiti tokom ispitivanja izgubili su manje moždanih ćelija i zadržali bolju intelektualnu funkciju od onih koji su nastavili da puše.

### Efekti zlostavljanja dece
Adolescenti koji su bili izloženi zlostavljanju i zanemarivanju čini se da imaju smanjenu količinu sive materije u prefrontalnom korteksu.

## Dodatne slike
- Lateralni presek kroz ljudski mozak
- Shematski prikaz glavnih kategorija ganglija (I do V)